# 奇阿拉貝雷斯-加加克火山
奇阿拉貝雷斯-加加克火山（英語：Mount Kiaraberes-Gagak）是一座位於印度尼西亞西爪哇省的火山，又被稱作珀爾巴克蒂-加加克火山（英語：Mount Perbakti-Gagak）。該火山是一座受到侵蝕的複式火山，在山側一面可觀察到火山噴氣孔田區域。